# 잔류 엔트로피
잔류 엔트로피(남은 엔트로피, Residual entropy)는 유리나 합금, 일산화탄소, 얼음 따위에서 절대영도가 되어도 남는 엔트로피다.

## 정의
남은 엔트로피는 열역학 계가 절대온도 0도 가까이에서 열역학적 비평형상태(non-equilibrium state)에 있을 때의 엔트로피와 평형상태(crystal state)에 있을 때의 엔트로피 간의 차이를 의미한다. 잔여 엔트로피라고도 한다.
극저온에서 측정한 엔트로피를 절대영도에 보외하여 구할 수 있다. 극저온에서도 남는 물질의 미시적 배치의 불규칙성에 유래한다.

## 예시
이 용어는 응집물질물리학에서 주로 유리나 플라스틱 물질이 절대온도 0도에 가까운 온도에서 갖는 엔트로피를 기술할 때 사용된다. 일반적인 결정구조를 갖는 물질이 절대온도 0도에서 갖는 엔트로피는 열역학제삼법칙에 의해 0이다. 절대온도 0도에서 0이 아닌 엔트로피, 즉 남는 엔트로피를 갖는 경우는 그 물질이 냉각되어 절대온도 0도에 접근할 때 여러 미시상태(microstate)를 갖는 경우이고, 대표적으로 유리가 그러한 물질이다.
일산화탄소(CO) 분자들의 결정을 예로 들어보자. {\displaystyle N}개의 CO 분자가 완벽한 결정 구조를 이루고 있다고 가정하자. 이 계가 냉각되어 절대온도 0도에 가까이 갈 경우, CO 분자들의 전기쌍극자(dipole moment)는 상호작용에 의해 위 또는 아래 두 방향 중 하나로 정렬하게 되고, 0도에서 완벽한 결정구조를 이룰 경우 계의 모든 전기쌍극자는 한 방향을 가리켜야 한다. 그러나 CO의 전기쌍극자는 매우 약하고 상호작용 또한 매우 약해서, 냉각 시 실질적으로 완벽한 결정구조를 형성하는 데는 매우 긴 시간이 필요하다. 이 시간보다 짧은 시간 안에 냉각되는 경우 CO 분자 결정은 {\displaystyle 2^{N}}개의 미시 상태를 갖는 상태에 머물게 되어, 이 때 엔트로피는 0이 아닌 {\displaystyle S=Nk\ln(2)}인데, 이것이 남은 엔트로피이다.
남은 엔트로피의 대표적인 사례로는 물이 고체화된 얼음을 들 수 있다. 이 사례는 미국의 화학자인 폴링(L. C. Pauling 1901–1994)이 소개하였다. 물 분자는 하나의 산소 원자와 두 개의 수소 원자가 결합한 것이다. 물이 냉각되어 얼음이 될 때, 결정구조를 형성하면서 이웃의 물 분자 덕분에 하나의 산소 원자 주변에는 수소 원자가 네 개 자리하게 된다. 물 분자가 직선 꼴이 아니고 약간 굽은 꼴이므로, 얼음 결정구조 속의 산소 원자 주변에 상대적으로 거리가 가까운 수소 원자가 두 개, 먼 수소 원자가 두 개 있다. 이 규칙을 만족하면서 산소 원자들 사이에 있는 수소 원자들의 배열 방식은 여러 가지이며, 이는 이 계의 온도가 절대온도 0도에 근접하더라도 여전히 유효하다. 따라서 얼음은 바닥상태에 근접하더라도 엔트로피가 0에 접근하지 않고, 유한한 값이 된다.
이렇게 이론적으로는 얼음이 남은 엔트로피를 보여주는 훌륭한 사례이지만, 실제 실험적으로 이 계를 구현하는 것은 매우 어렵다. 왜냐하면 얼음 결정이 완벽하게 되려면 불순물이 전혀 없어야 하기 때문이다. 실험적으로 남은 엔트로피를 구현하는 것이 가능한 시스템으로는 기하학적으로 쩔쩔매는(geometrically frustrated) 스핀 얼음(spin ice)을 들 수 있다. 스핀 얼음은 이징 모형(Ising model)과 유사한 자성 물질의 배열로 구현할 수 있으며, 외부에서 자기장을 걸어주면 남은 엔트로피의 값을 조절할 수도 있다.

## 같이 보기
- 엔트로피
- 열역학 제 3법칙
- 열역학